# Simone Troisgros
Pour les articles homonymes, voir Troisgros (homonymie).
Simone Troisgros, née Simone Fleck le 27 novembre 1904 à Paris, et morte le 8 février 1993 à Saint-Denis dans le département de la Seine-Saint-Denis, est une syndicaliste féministe française. Elle est notamment secrétaire générale adjointe de la CFTC / CFDT de 1949 à 1969. Elle est également une figure du tourisme populaire.

## Biographie
Simone TroisGros est la fille unique d'un plombier et d'une journalière. Son père décède alors qu'elle a trois ans, et sa mère se remarie avec un jardinier. Elle entre en apprentissage comme couturière à 14 ans, puis exerce plusieurs métiers dans le secteur de la métallurgie. En 1924, elle intègre le scoutisme et devient guide puis cheftaine.

### Engagements syndicaux

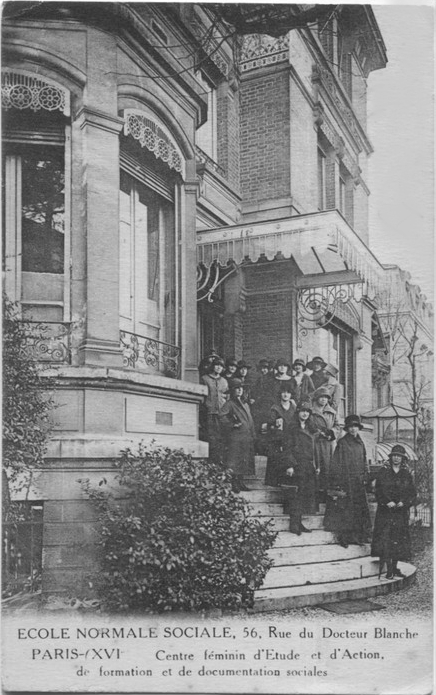
L'entrée de l'Ecole normale sociale en 1922

En 1919, à 15 ans, poussée par l'injustice ressentie devant la faible rémunération perçue par les membres de sa famille, elle entre dans l'action syndicale et devient membre de la Confédération française des travailleurs chrétiens (CFTC), dans une section féminine. Elle se forme lors de cours du dimanche à l'Ecole normale sociale, alors école de formation des syndicats féminins chrétiens. Elle participe également à l'Union féminine civique et sociale et milite pour le vote des femmes. 
En 1936, elle devient secrétaire générale de la section de Saint-Denis de la CFTC, qui fusionne nouvellement les sections féminine et masculine. Elle s'oppose à la Charte du Travail du régime de Vichy. Elle agit particulièrement en faveur de la formation professionnelle des femmes. En 1944, elle devient permanente régionale de la CFTC, puis secrétaire générale adjointe du syndicat à l'échelle nationale de 1949 à 1964. Il est alors statutaire qu'une femme occupe ce poste. Lors de la scission au sein de la CFTC, elle se positionne dans la tendance majoritaire qui devient en 1964 la Confédération française démocratique du travail. A la création de la CFDT, elle y conserve son mandat de secrétaire générale adjointe, et ne le quitte qu'à sa retraite en 1969. 
Son action syndicale s'exerce également à l'échelle internationale : elle est à partir de 1949 déléguée à la Confédération mondiale du travail (CMT), et y préside jusqu'en 1970 le  Conseil international des travailleuses. De 1950 à 1952, elle est membre du Bureau international du travail où elle promeut l'égalité salariale. 

#### Soutien à la place des femmes dans l'action syndicale.
Sur la période de son engagement, les sections masculines et féminines des syndicats chrétiens fusionnent. Elle défend dans ce contexte, au fil de son engagement, la spécificité de l'action syndicale féminine au sein de l'action syndicale générale et la nécessité de l'existence de collectifs de femmes. Elle contribue en ce sens à la création en 1952 de la journée nationale féminine de la CFTC, événement important qui devient par la suite annuel. Elle anime longtemps la commission confédérale féminine de la CFTC avec Renée Lambert, et met en lumière les difficultés que rencontrent les femmes dans l'activité syndicale et leur sous-représentation dans les postes à responsabilité dans les syndicats. Elle anime en ce sens des sessions de formation pour les militantes, avec un programme spécifique qu'elle estime nécessaire pour leur permettre de s'affirmer au sein du syndicat.

### Engagements pour le tourisme populaire
Au sein des syndicats dont elle est membre, elle s'implique particulièrement dès 1927 sur la question des loisirs et des congés payés, dans la suite de son engagement scout. Elle prolonge son action dans ce domaine hors du champ syndical : après la seconde guerre mondiale, elle contribue significativement au mouvement du tourisme populaire où les syndicats s'investissent pour organiser et permettre les vacances notamment des ressortissants des comités d'entreprise. Elle  
Elle milite pour l'émergence de nouvelles structures d'accueil pour les vacances familiales populaires et la nécessité d'un soutien public pour faciliter la création des villages de vacances. La création en 1958 de VVF concrétise cette ambition. Dans les années 1960, elle organise la création d'un centre de vacances où viennent 500 personnes chaque été au Domaine de Biervielle, par l'intermédiaire de la Fédération française du tourisme populaire, devenue depuis OCCAJ, dont elle est présidente,. 
De 1974 à 1976, elle est présidente du Bureau international du tourisme social,.

### Engagements politiques
De 1945 à 1948, elle est conseillère municipale de Saint-Denis, sur une liste du MRP. En 1974, elle adhère au Parti socialiste.
Elle meurt le 8 février 1993 à Saint-Denis. Elle est inhumée dans le cimetière communal, carré 42.